# Yōkai Daisensō
Yōkai Daisensō (妖怪大戦争, La gran guerra Yokai) és una pel·lícula fantàstica japonesa del 2005 dirigida per Takashi Miike, produït per Kadokawa Pictures i distribuït per Shochiku. La pel·lícula és protagonitzada per Ryūnosuke Kamiki, Hiroyuki Miyasako, Chiaki Kuriyama i Mai Takahashi.
La pel·lícula se centra principalment en criatures de la mitologia japonesa conegudes com a yōkai (妖怪, traduït de diverses maneres com a "aparició", "goblin", "ghoul", "esperit" o "monstre"), que va tenir protagonisme durant el període Edo amb les obres de Toriyama Sekien. També s'inspira en el Teito Monogatari d'Aramata Hiroshi, amb l'antagonista de la novel·la Katō Yasunori que apareix com a antagonista principal de la pel·lícula.
La pel·lícula es considera un remake solt de la pel·lícula de 1968 Yōkai hyaku monogatari, però també treu influència de GeGeGe no Kitarō de Shigeru Mizuki i la sèrie manga del mateix nom. Tots tres són relats del famós conte japonès de Momotarō, que presenta el personatge principal que allunya un grup de dimonis de Kikaigashima amb l'ajuda d'animals autòctons. Tot i que aquestes adaptacions anteriors s'han llegit principalment com a narracions nacionalistes, amb el yōkai natiu expulsant les forces invasores, Yōkai Daisensō'  s'ha llegit en canvi pel xoc entre el paisatge tradicional del Japó i la seva cultura moderna. Això es deu en gran part a l'ús de kikai a la pel·lícula (機械, lit. "monstres màquines"), creats per Katō fusionant el yōkai amb màquines, i l'absència d'invasió de forces occidentals o estrangeres.
Mizuki, el treball del qual es considera una part important del discurs i la cultura yōkai a causa de les seves contribucions a la cultura pop i l'estudi acadèmic, va actuar com a assessor de la pel·lícula i fins i tot va aparèixer com el Gran Ancian Yōkai.Plantilla:Sfn. El cameo no només és un cop d'ull a l'estatus de Mizuki com a expert en yōkai, sinó que les seves paraules de tancament també ressonen estretament amb el tema del seu manga del mateix nom. De la mateixa manera, el seu paper com a pacificador és un dels que es fa referència al llarg de la seva obra, i neix de les seves pròpies experiències de la guerra real.
Yōkai Daisensō es va estrenar al Japó el 6 d'agost de 2005 i va recaptar 2 mil milions de yenes. El 2006, la pel·lícula va ser estrenada internacionalment per Tokyo Shock. Una seqüela, es va estrenar al Japó el 13 d'agost de 2021.

## Argument
Un nen petit anomenat Tadashi Ino es trasllada a una petita ciutat després del divorci dels seus pares. En un festival local, és escollit per ser el genet Kirin d'aquell any, fent referència a la llegendària quimera xinesa, el Qilin:, un protector de totes les coses bones. Aviat descobreix que el seu nou títol és bastant literal, ja que apareix un esperit nefast anomenat Yasunori Katō. Katō, un dimoni els poders místics del qual neixen de la seva ràbia davant l'aniquilació de les tribus locals del Japó, desitja venjar-se dels japonesos moderns per les seves accions contra els yōkai. Per dur a terme la seva venjança, Katō s'alia amb un yōkai anomenat Agi, convocant un esperit de foc anomenat Yomotsumono: una criatura composta pel ressentiment portat per les multituds de coses que la humanitat ha descartat. Katō alimenta yokai a les flames d'en Yomotsumono, fusionant-les amb les nombroses eines i objectes descartats per formar kikai. Aquests kikai, sota el control de Katō, capturen altres yōkai per construir els seus números mentre maten humans. Un d'aquests yokai, un sunekosuri s'escapa i es fa amic de Tadashi que intenta obtenir el Daitenguken de la muntanya com a dret de pas per al paper de Kirin Rider.
Espantat pels contes explicats sobre la muntanya, en Tadashi vacil·la en arribar a la muntanya i intenta fugir. Tanmateix, enganyat per l'esperit del mar Shōjō, que va escollir Tadashi, aconsegueix superar una prova per demostrar la seva vàlua. Acompanyat per Shōjō, Kawahime, i Kawatarō, Tadashi fa el seu camí cap al Daitengu que li dona l'espasa abans de ser endut pel kikai. Malgrat els intents de Tadashi, l'espasa es trenca quan l'Agi pren el sunekosuri com a captiu abans que el ni quedi inconscient.
Quan Tadashi recupera els sentits, es troba entre els yōkai mentre discuteixen com arreglar l'espasa; finalment decideixen sol·licitar l’ajuda del ferrater Ippondatara. En saber que Ippondatara també va ser capturat, el general Nurarihyon i el seu grup se'n van. Kawataro restringeix un ittan-momen, elogiant Azukiarai, sense saber que només es va quedar enrere perquè el seu peu s'entumeix.
Quan la fortalesa industrial de Katō vola cap a Tòquio, Tadashi i la companyia la persegueixen. Arriben poc després que la fortalesa ingereixi l'Edifici de la capital Shinjuku de Tòquio, trobant a Ippondara que torna a forjar l'espasa. Ippondara es nega a parlar de com va escapar, avergonyit que el sunekosuri va ocupar el seu lloc per convertir-se en un kikai. Amb un vestit nou, Tadashi i companyia entren a la batalla. Estan molt superats en nombre fins que reben ajuda improbable de milers de yōkai que creuen que vindran a una festa; La baralla del festival amb el kikai permet que en Tadashi i en Kawahime entrin a la fortalesa amb seguretat, seguits d'un reporter obsessionat amb els yokai anomenat Sata a qui Kawahime va salvar en el passat.
Tadashi es veu obligat a matar el kikai que es va convertir en el sunekosuri, restaurant-lo a la seva forma original però deixant-lo greument ferit. Enfurismat, en Tadashi lluita contra l'Agi abans que Katō la cridi de nou per començar la fase final unint-se amb Yomotsumono. Malgrat els intents de Tadashi, Katō el supera. Kawahime intenta protegir el nen, afirmant que, tot i que odia els humans perquè l'abandonen, no té cap desig de venjança ja que ho considera una emoció humana. Imperfectable, Katō fa marxar els dos mentre Azukiarai arriba incòmode.
Katō crida a l'Agi perquè s'uneixi a ell. Tanmateix, el seu amor per ell és un obstacle per al procés, així que en Katō la mata abans d'entrar al forn per convertir-se en un amb Yomotsumono. No obstant això, a causa de les accions de Sata, una de les mongetes d'Azukiarai acaba en la barreja amb Katō, provocant una reacció en cadena d'emoció positiva que destrueix en Yomotsumono.
Després que els yokai s’acomiadin, en Tadashi i en Sata es troben al carrer i el noi diu la seva primera mentida blanca al periodista sobre els sentiments de Kawahime cap a ell. Anys més tard, en Tadashi és un home gran que ha perdut la capacitat de veure yokai, fins i tot els sunekosuri. La pel·lícula acaba amb el sunekosuri enfrontat per un Azuki alumne de Katō.

## Repartiment
| Role                          | Actor (Original)  |
| ----------------------------- | ----------------- |
| Tadashi Ino                   | Ryunosuke Kamiki  |
| Sata                          | Hiroyuki Miyasako |
| Kawahime                      | Mai Takahashi     |
| Shōjō                         | Masaomi Kondo     |
| Kawataro                      | Sadao Abe         |
| Azukiarai                     | Takashi Okamura   |
| Ippon-datara                  | Hiromasa Taguchi  |
| Yasunori Katō                 | Etsushi Toyokawa  |
| Agi, The Bird-Catching Sprite | Chiaki Kuriyama   |
| Shuntaro Ino                  | Bunta Sugawara    |
| Youko Ino                     | Kaho Minami       |
| Tataru Ino                    | Riko Narumi       |
| General Nurarihyon            | Kiyoshiro Imawano |
| Abura-sumashi                 | Naoto Takenaka    |
| Oh Tengu                      | Kenichi Endō      |
| Great Yōkai Elder (cameo)     | Shigeru Mizuki    |

## Elsyōkai
- Sunekosuri
- Kirin
- Bakeneko
- Noppera-bō
- Chōchin-obake
- Rokurokubi
- Mokumokuren
- Futakuchi-onna
- Tsurubebi
- Karakasa
- Nurikabe
- Yuki-onna
- Sentakugitsune
- Ookubi
- Bake-danuki
- Hitotsume-kozō
- Kappa
- Otoroshi
- Ohaguro-bettari
- Nuri-botoke
- Oshiroi-babaa
- Kejoro
- Wanyudo
- Kudan
- Karasutengu

## Resposta crítica
- Scott, A.O. The New York Times (June 30, 2006), p. B6: "A Motley Crew of Spirits Recruit a Boy to Be Savior"
- Lovece, Frank. Film Journal International (review) Arxivat 2008-05-03 a Wayback Machine.
- 2005 Film Review

## Traduccions
1. ↑  麒麟, normalment traduït com "unicorn"
2. ↑  脛擦り, lit. "canutxú de canya"
3. ↑  大天狗剣, lit "gran espasa Tengu"
4. ↑  猩々, lit. "bevedor pesat" o "orangutan"
5. ↑  川姫, lit. "princesa del riu"
6. ↑  川太郎, lit. "noi del riu"
7. ↑  大天狗, lit. "gran Tengu"
8. ↑  一本踏鞴, lit. "coix d’una cama"
9. ↑  滑瓢, llegit "carabassa relliscosa"
10. ↑  一反木綿, lit. "una tan (una unitat de mesura) de cotó"
11. ↑  小豆洗い, lit. "netejador de mongetes"